# Championnat du Pérou de football 2025
Navigation
Liga 1 2024 Liga 1 2026
La saison 2025 de Liga 1 est la 109e édition du Championnat du Pérou de football de première division, connu sous le nom de « Liga 1 Te Apuesto 2025 » pour des raisons de parrainage avec Te Apuesto.
Cette édition compte 19 équipes, les 15 meilleures de la saison précédente et 4 clubs de l'édition précédente de la Liga 2 : 2 promus, le Club Alianza Universidad et l'ACD Juan Pablo II College et 2 clubs réintégrés en première division par décision judiciaire, l'Ayacucho FC et le Deportivo Binacional FC.

## Règlement
La Liga 1 2025 est composée de dix-neuf clubs qui s'affrontent lors de deux tournois, l'Apertura et le Clausura. Lors de chaque tournoi, les équipes s'affrontent à une seule reprise selon un tirage réalisé en début d'année, ceux accueillant lors de l'Apertura se déplacent lors du Clausura. Les deux vainqueurs de ces tournois ainsi que les deux équipes les mieux classées au classement général de la saison hors vainqueurs, s'affrontent lors d'une phase finale à quatre pour définir le champion. Si les deux tournois sont remportés par le même club, alors il est sacré champion et les trois équipes les mieux classées au classement général s'affrontent pour définir le vice-champion.
À la fin de la compétition, le champion et le vice-champion se qualifient pour la phase de groupe de la Copa Libertadores 2026 alors que les troisième et quatrième se qualifient pour la phase préliminaire de la même compétition. Les quatre clubs suivants au classement général se qualifient pour la Copa Sudamericana 2026 alors que les trois derniers de ce classement sont relégués en Liga 2 l'année suivante. 
Le classement est calculé avec le barème de points suivant : une victoire vaut trois points, le match nul un. La défaite ne rapporte aucun point.
À égalité de points, les critères de départage sont les suivants :
1. Plus grande différence de buts générale ;
2. Plus grand nombre de buts marqués ;
3. Classement du Fair-Play ;
4. Tirage au sort.

## Participants
L'édition 2025 est la 1re édition à dix-neuf équipes, les quatre promus de Liga 2 sont le Club Alianza Universidad, l'ACD Juan Pablo II College, l'Ayacucho FC et le Deportivo Binacional FC. Ces quatre clubs remplacent les trois clubs relégués, le Club Carlos A. Mannucci, le CDU César Vallejo et le CDU Comercio.
Le club de l'Ayacucho FC avait quitté la Liga 1 lors de la saison 2022 après avoir été sorti au profit du CDU Comercio. Cependant, deux ans plus tard, un juge spécialisé du Tribunal Supérieur de Justice se prononce en faveur de sa réintégration en Liga 1 malgré les refus de la FPF, en raison d'une réduction de points qui auraient dû être infligée au Sport Boys Association en 2022 à la suite d'une décision du Tribunal des Licences de la Fédération. Finalement, le 28 novembre 2024, via un communiqué du compte officiel du club, la fédération a confirmé son retour en Liga 1 lors de la saison 2025 après avoir trouvé un accord entre les parties.
Le Deportivo Binacional FC a fait appel d'une décision du tribunal des licences de la Fédération qui a déduit 4 points au Sport Boys Association au cours de la saison 2023, mais qui a ensuite été réaffecté à la saison 2022 et finalement annulée. Le club a non seulement soutenu que la commission aurait dû maintenir la sanction en 2023, mais aussi qu'elle aurait dû également soustraire 12 points au Sport Boys Association, ce qui aurait signifié la relégation de ce dernier et le maintien du Deportivo Binacional FC en Liga 1. Après avoir obtenu une mesure conservatoire auprès des instances locales, dans l'attente d'une résolution du TAS et après avoir réussi à rencontrer les représentants de la FPF, la fédération a confirmé son retour en Liga 1 pour la saison 2025.
| Club                           | Ville       | Entraîneur        | Stade                        | Capacité | Classement 2024    |
| ------------------------------ | ----------- | ----------------- | ---------------------------- | -------- | ------------------ |
| Club Universitario de Deportes | Lima        | Fabián Bustos     | Monumental                   | 80 096   | 1er                |
| Sporting Cristal               | Lima        | Guillermo Farré   | Alberto Gallardo             | 11 500   | 2e                 |
| FBC Melgar                     | Arequipa    | Walter Ribonetto  | Monumental de la UNSA        | 60 000   | 3e                 |
| Alianza Lima                   | Lima        | Néstor Gorosito   | Alejandro Villanueva         | 33 938   | 4e                 |
| Cusco FC                       | Cusco       | Miguel Rondelli   | Inca Garcilaso de la Vega    | 42 000   | 5e                 |
| Cienciano del Cusco            | Cusco       | Cristian Díaz     | Inca Garcilaso de la Vega    | 42 000   | 6e                 |
| CA Grau                        | Piura       | Ángel Comizzo     | Municipal de Bernal          | 7 000    | 7e                 |
| AD Tarma                       | Tarma       | Carlos Desio      | Unión Tarma                  | 9 100    | 8e                 |
| CA Atlético Sullana            | Sullana     | / Gerardo Ameli   | Campeones del 36             | 12 000   | 9e                 |
| CD Los Chankas                 | Andahuaylas | Jorge Vivaldo     | Los Chankas                  | 10 000   | 10e                |
| Sport Huancayo                 | Huancayo    | Richard Pellejero | Huancayo                     | 20 000   | 11e                |
| CD Garcilaso                   | Cusco       | Guillermo Duró    | Inca Garcilaso de la Vega    | 42 000   | 12e                |
| Sport Boys Association         | Callao      | Cristian Paulucci | Miguel Grau                  | 17 000   | 13e                |
| CD Comerciantes Unidos         | Cutervo     | Martín Cardetti   | Germán Contreras Jara        | 6 300    | 14e                |
| CUT Cajamarca                  | Cajamarca   | Pablo Bossi       | Germán Contreras Jara        | 6 300    | 15e                |
| CAU Huánuco                    | Huánuco     | Paul Cominges     | Heraclio Tapia               | 25 000   | 1er (Liga 2)       |
| ADC Juan Pablo II College      | Chongoyape  | Santiago Acasiete | Mansiche                     | 25 000   | 2e (Liga 2)        |
| Ayacucho FC                    | Ayacucho    | Edgar Ospina      | Manuel Molina Robles         | 15 000   | Réintégré (Liga 2) |
| Deportivo Binacional FC        | Juliaca     | Erick Torres      | Guillermo Briceño Rosamedina | 18 080   | Réintégré (Liga 2) |

Légende des couleurs
- Phase de groupe de la Copa Libertadores 2025
- Tour préliminaire de la Copa Libertadores 2025
- Phase de groupe de la Copa Sudamericana 2025
- Promu de Liga 2 2024

## Compétition

### Tournoi Apertura
| Rang | Équipe                           | Pts | J  | G  | N | P  | Bp | Bc | Diff |
| ---- | -------------------------------- | --- | -- | -- | - | -- | -- | -- | ---- |
| 1    | Club Universitario de Deportes T | 39  | 18 | 12 | 3 | 3  | 38 | 12 | +26  |
| 2    | Alianza Lima                     | 37  | 18 | 11 | 4 | 3  | 23 | 11 | +12  |
| 3    | Cusco FC                         | 34  | 18 | 10 | 4 | 4  | 34 | 20 | +14  |
| 4    | CA Atlético Sullana              | 34  | 18 | 11 | 1 | 6  | 28 | 18 | +10  |
| 5    | Sporting Cristal                 | 32  | 18 | 10 | 2 | 6  | 31 | 24 | +7   |
| 6    | FBC Melgar                       | 31  | 18 | 8  | 7 | 3  | 28 | 20 | +8   |
| 7    | Sport Huancayo                   | 30  | 18 | 9  | 3 | 6  | 23 | 21 | +2   |
| 8    | CD Garcilaso                     | 27  | 18 | 8  | 3 | 7  | 28 | 19 | +9   |
| 9    | AD Tarma                         | 24  | 18 | 6  | 6 | 6  | 24 | 30 | -6   |
| 10   | Cienciano del Cusco              | 23  | 18 | 5  | 8 | 5  | 29 | 25 | +4   |
| 11   | CD Los Chankas                   | 23  | 18 | 5  | 8 | 5  | 24 | 25 | -1   |
| 12   | CA Grau                          | 22  | 18 | 5  | 7 | 6  | 23 | 24 | -1   |
| 13   | Sport Boys Association           | 20  | 18 | 5  | 5 | 8  | 26 | 28 | -2   |
| 14   | ADC Juan Pablo II College P      | 19  | 18 | 5  | 4 | 9  | 20 | 28 | -8   |
| 15   | CUT Cajamarca                    | 19  | 18 | 5  | 4 | 9  | 17 | 34 | -17  |
| 16   | Deportivo Binacional FC P        | 18  | 18 | 4  | 6 | 8  | 20 | 33 | -13  |
| 17   | Ayacucho FC P                    | 15  | 18 | 4  | 3 | 11 | 14 | 27 | -13  |
| 18   | CD Comerciantes Unidos           | 11  | 18 | 2  | 5 | 11 | 17 | 31 | -14  |
| 19   | CAU Huánuco P                    | 11  | 18 | 2  | 5 | 11 | 16 | 33 | -17  |

| Légende : Qualifications et relégations | Légende : Qualifications et relégations                                          |
| --------------------------------------- | -------------------------------------------------------------------------------- |
|                                         | Qualifié pour la phase finale                                                    |
|                                         | T : Tenant du titre P : Promus de Liga 2 C : Vainqueur de la Coupe du Pérou 2025 |

### Tournoi Clausura
| Rang | Équipe                           | Pts | J | G | N | P | Bp | Bc | Diff |
| ---- | -------------------------------- | --- | - | - | - | - | -- | -- | ---- |
| 1    | Sporting Cristal                 | 16  | 6 | 5 | 1 | 0 | 14 | 1  | +13  |
| 2    | Cusco FC                         | 15  | 5 | 5 | 0 | 0 | 9  | 1  | +8   |
| 3    | Club Universitario de Deportes T | 14  | 6 | 4 | 2 | 0 | 11 | 4  | +7   |
| 4    | CD Garcilaso                     | 12  | 6 | 3 | 3 | 0 | 8  | 3  | +5   |
| 5    | Alianza Lima                     | 11  | 6 | 3 | 2 | 1 | 7  | 5  | +2   |
| 6    | Sport Huancayo                   | 8   | 6 | 2 | 2 | 2 | 9  | 9  | 0    |
| 7    | FBC Melgar                       | 8   | 6 | 2 | 2 | 2 | 5  | 6  | -1   |
| 8    | CA Atlético Sullana              | 6   | 6 | 1 | 3 | 2 | 3  | 4  | -1   |
| 9    | ADC Juan Pablo II College P      | 6   | 6 | 1 | 3 | 2 | 6  | 8  | -2   |
| 10   | CD Los Chankas                   | 6   | 4 | 2 | 0 | 2 | 6  | 10 | -4   |
| 11   | AD Tarma                         | 6   | 5 | 2 | 0 | 3 | 3  | 7  | -4   |
| 12   | Cienciano del Cusco              | 5   | 5 | 1 | 2 | 2 | 6  | 5  | +1   |
| 13   | CD Comerciantes Unidos           | 5   | 5 | 1 | 2 | 2 | 6  | 8  | -2   |
| 14   | Deportivo Binacional FC P        | 5   | 5 | 1 | 2 | 2 | 3  | 5  | -2   |
| 15   | CA Grau                          | 4   | 5 | 1 | 1 | 3 | 7  | 10 | -3   |
| 16   | CAU Huánuco P                    | 4   | 5 | 1 | 1 | 3 | 5  | 8  | -3   |
| 17   | Ayacucho FC P                    | 4   | 6 | 1 | 1 | 4 | 5  | 9  | -4   |
| 18   | Sport Boys Association           | 4   | 6 | 1 | 1 | 4 | 1  | 7  | -6   |
| 19   | CUT Cajamarca                    | 2   | 5 | 0 | 2 | 3 | 2  | 6  | -4   |

| Légende : Qualifications et relégations | Légende : Qualifications et relégations                                          |
| --------------------------------------- | -------------------------------------------------------------------------------- |
|                                         | Qualifié pour la phase finale                                                    |
|                                         | T : Tenant du titre P : Promus de Liga 2 C : Vainqueur de la Coupe du Pérou 2025 |

### Classement cumulé de la saison 2025
| Rang | Équipe                           | Pts | J  | G  | N  | P  | Bp | Bc | Diff |
| ---- | -------------------------------- | --- | -- | -- | -- | -- | -- | -- | ---- |
| 1    | Club Universitario de Deportes T | 53  | 24 | 16 | 5  | 3  | 49 | 16 | +33  |
| 2    | Cusco FC                         | 49  | 23 | 15 | 4  | 4  | 43 | 21 | +22  |
| 3    | Sporting Cristal                 | 48  | 24 | 15 | 3  | 6  | 45 | 25 | +20  |
| 4    | Alianza Lima                     | 48  | 24 | 14 | 6  | 4  | 30 | 16 | +14  |
| 5    | CA Atlético Sullana              | 40  | 24 | 12 | 4  | 8  | 31 | 22 | +9   |
| 6    | CD Garcilaso                     | 39  | 24 | 11 | 6  | 7  | 36 | 22 | +14  |
| 7    | FBC Melgar                       | 39  | 24 | 10 | 9  | 5  | 33 | 26 | +7   |
| 8    | Sport Huancayo                   | 38  | 24 | 11 | 5  | 8  | 32 | 30 | +2   |
| 9    | AD Tarma                         | 30  | 23 | 8  | 6  | 9  | 27 | 37 | -10  |
| 10   | CD Los Chankas                   | 29  | 22 | 7  | 8  | 7  | 30 | 35 | -5   |
| 11   | Cienciano del Cusco              | 28  | 23 | 6  | 10 | 7  | 35 | 30 | +5   |
| 12   | CA Grau                          | 26  | 23 | 6  | 8  | 9  | 30 | 34 | -4   |
| 13   | ADC Juan Pablo II College P      | 25  | 24 | 6  | 7  | 11 | 26 | 36 | -10  |
| 14   | Sport Boys Association           | 24  | 24 | 6  | 6  | 12 | 27 | 35 | -8   |
| 15   | Deportivo Binacional FC P        | 23  | 23 | 5  | 8  | 10 | 23 | 38 | -15  |
| 16   | CUT Cajamarca                    | 21  | 23 | 5  | 6  | 12 | 19 | 40 | -21  |
| 17   | Ayacucho FC P                    | 19  | 24 | 5  | 4  | 15 | 19 | 36 | -17  |
| 18   | CD Comerciantes Unidos           | 16  | 23 | 3  | 7  | 13 | 23 | 39 | -16  |
| 19   | CAU Huánuco P                    | 15  | 23 | 3  | 6  | 14 | 21 | 41 | -20  |

| Légende : Qualifications et relégations | Légende : Qualifications et relégations                                          |
| --------------------------------------- | -------------------------------------------------------------------------------- |
|                                         | Qualifié pour la phase finale                                                    |
|                                         | Tour préliminaire de la Copa Sudamericana 2026                                   |
|                                         | Relégation en Liga 2                                                             |
|                                         | T : Tenant du titre P : Promus de Liga 2 C : Vainqueur de la Coupe du Pérou 2025 |

## Bilan de la saison
| Championnat du Pérou de football 2025 |   |
| Champion                              |   |
| Coupes et trophées                    |   |
| Vainqueur de la Coupe du Pérou 2025   | 0 |
| Qualifications continentales          |   |
| Copa Libertadores                     |   |
| Copa Sudamericana                     |   |
| Promotions et relégations             |   |
| Promus en Liga 1                      |   |
| Relégués en Liga 2                    |   |